# Eriogonum libertini
Eriogonum libertini là một loài thực vật có hoa trong họ Rau răm. Loài này được Reveal mô tả khoa học đầu tiên năm 1981.